# Saint-Agrève
Saint-Agrève è un comune francese di 2 574 abitanti situato nel dipartimento dell'Ardèche della regione dell'Alvernia-Rodano-Alpi.

## Società

### Evoluzione demografica
Abitanti censiti